# ザンビアの政党一覧
本稿はザンビアの政党に関する一覧である。

## ザンビアの政党制
ザンビアの政党制は、1991年以来、複数政党制民主主義運動が政権を維持している一党優位政党制だったが、2011年からは愛国戦線に政権が移っている。
1964年イギリスから独立したザンビアは、当初複数政党制を採用していたが、1972年12月、ケネス・カウンダ大統領によって与党統一民族独立党の一党制となる。1990年11月、国民議会によって複数政党制が採択された。1991年10月の大統領選挙で複数政党制民主主義運動のフレデリック・チルバが当選した。政権交代は実現したものの、チルバ政権は次第に強権化、クーデター未遂事件や与党内からも反発の声が上がり、大統領三選を断念した。チルバの後継となったレヴィー・ムワナワサは大統領選挙で得票率29.1%に留まり、2位で国家開発統一党(UPND)候補のアンダーソン・マゾカに27.2%まで迫られた。議会選でもMMDは第一党の座を保ったが、150議席中69議席と、前回の半分近くにまで議席を減らした。選挙結果をうけてムワナワサ大統領は強権支配を修正した。
2011年9月の大統領選挙では愛国戦線のマイケル・サタが当選したが、サタは在任中の2014年10月に亡くなった。その直後は副大統領が大統領の職務を代行したが、2015年1月の大統領選挙で、同党のエドガー・ルングが当選した。
2016年8月の大統領選挙では、愛国戦線のルングが再選を果たした。また同日の総選挙でも、同党が前回（2011年）の60議席を上回る80議席を得た。一方、MMDの獲得議席は3に留まり、選挙前の55議席から大幅に減らして大敗した。

## 主な政党

### 国民議会に議席を有する政党
- 愛国戦線 (PF)
- 国家開発統一党(UPND)  - 与党
- 複数政党制民主主義運動 (MMD)
- 民主開発フォーラム

### その他の政党
- 虹の党
- 国民再建党
- 民主開発同盟
- 統一民主戦線
- 統一国民独立党
- 黄金進歩党
- 急進革命党
- ザンビア緑の党
- 統一進歩人民
- 統一自由党
- 国家民主中心
- 遺産党
- ザンビア共和党

### かつて存在した政党
- 北ローデシア・アフリカ民族会議 - 1948年から1972年まで
- ザンビア・アフリカ民族会議 ZANC - 1958年から1959年まで
- 統一進歩党 - 1971年から1972年まで
- 新世代党